# Catastrophe de Morvi
Pour les articles homonymes, voir Morvi (homonymie).
La catastrophe de Morvi, survenue le 11 août 1979, résulte de la rupture du barrage Macchu-2 situé près de Morvi (Inde). Il s'agit de l'une des plus grandes catastrophes d'origine technique connues à ce jour. En effet, elle a fait selon les estimations entre 2 000 et 15 000 victimes. Son bilan est toutefois inférieur à celui de la rupture des barrages de Banqiao en Chine en 1975.
Le barrage était un remblai de 22 m de hauteur construit en 1972. Son bassin versant mesurait 1 900 km2.
La catastrophe est survenue à la suite de précipitations très abondantes excédant largement la capacité du déversoir, ce qui entraîna la rupture de l'ouvrage. Une onde de rupture de 5  à   10 mètres de haut s'abattit alors subitement sur la ville de Morvi, située à cinq kilomètres en aval du barrage.

## Filmographie
Le film Machchhu, annoncé en juillet 2019 et réalisé par Mayur Chauhan, est basé sur la catastrophe de Morvi. 